# Yeni Yaşma
Yeni Yaşma è un comune dell'Azerbaigian situato nel distretto di Xızı. 